# Estação Carioca / Centro
A Estação Carioca / Centro do metrô fica no Largo da Carioca, no Centro do Rio de Janeiro, no Brasil. É a estação com maior número de passageiros (mais de 80 000 por dia) do metrô carioca. Foi inaugurada em julho de 1981.
Em agosto de 2022, a estação foi renomeada de "Carioca" para "Carioca / Centro", ocasião em que as estações ganharam sufixos com os nomes dos bairros em que se localizam.
Possui três acessos: 
- Acesso A - Rio Branco
- Acesso B - República do Chile
- Acesso C - Convento de Santo Antônio

Estação construída em dois níveis, projetada para receber simultaneamente os trens das Linhas 1 e 2 (estes vindos de uma futura conexão Estácio - Praça da Cruz Vermelha - Carioca), por motivos desconhecidos a conexão nunca foi feita e a plataforma da Linha 2 até hoje encontra-se abandonada no andar de baixo da estação.

## Tabelas
| Sigla | Estação | Inauguração | Capacidade                   | Integração                                                                 | Plataformas        | Posição     | Notas |
| ----- | ------- | ----------- | ---------------------------- | -------------------------------------------------------------------------- | ------------------ | ----------- | ----- |
| CRC   | Carioca | 1981        | 80 mil passageiros hora/pico | Integração com o VLT, Bonde de Santa Teresa, ônibus municipais e as Barcas | Laterais e Central | Subterrânea |       |